# Csomád-hegység
A Csomád (románul: Ciomatu) hegység a Keleti-Kárpátokban, amely a Hargita Olton átnyúló része. Kovászna megye és Hargita megye határán található. Határai nyugaton az Olt völgye, északon a Csíki-medence, keleten a Torjai-hegység, délen a Bodoki-hegység és a Zsombor-patak völgye.
A Csomád épen maradt kettős kráterében található a Mohos Természetvédelmi Terület, a Szent Anna-tóval és a Mohos-tőzegláppal. Északnyugati lábánál található Tusnádfürdő üdülőhely, Románia legkisebb városa (1801 lakos). A Csomád legmagasabb pontja a Nagy-Csomád hegy (1301 m).
A Csomád a Kárpátok legfiatalabb vulkánja, ezzel magyarázhatók az épen megmaradt kráterek. Utolsó vulkáni ciklusa mintegy 56 ezer évvel ezelőtt kezdődött, és 32 ezer évvel ezelőtt fejeződött be; ezalatt számos jelentős robbanásos kitörés történt. Ezt megelőzően legalább 40 ezer éven át inaktív volt.

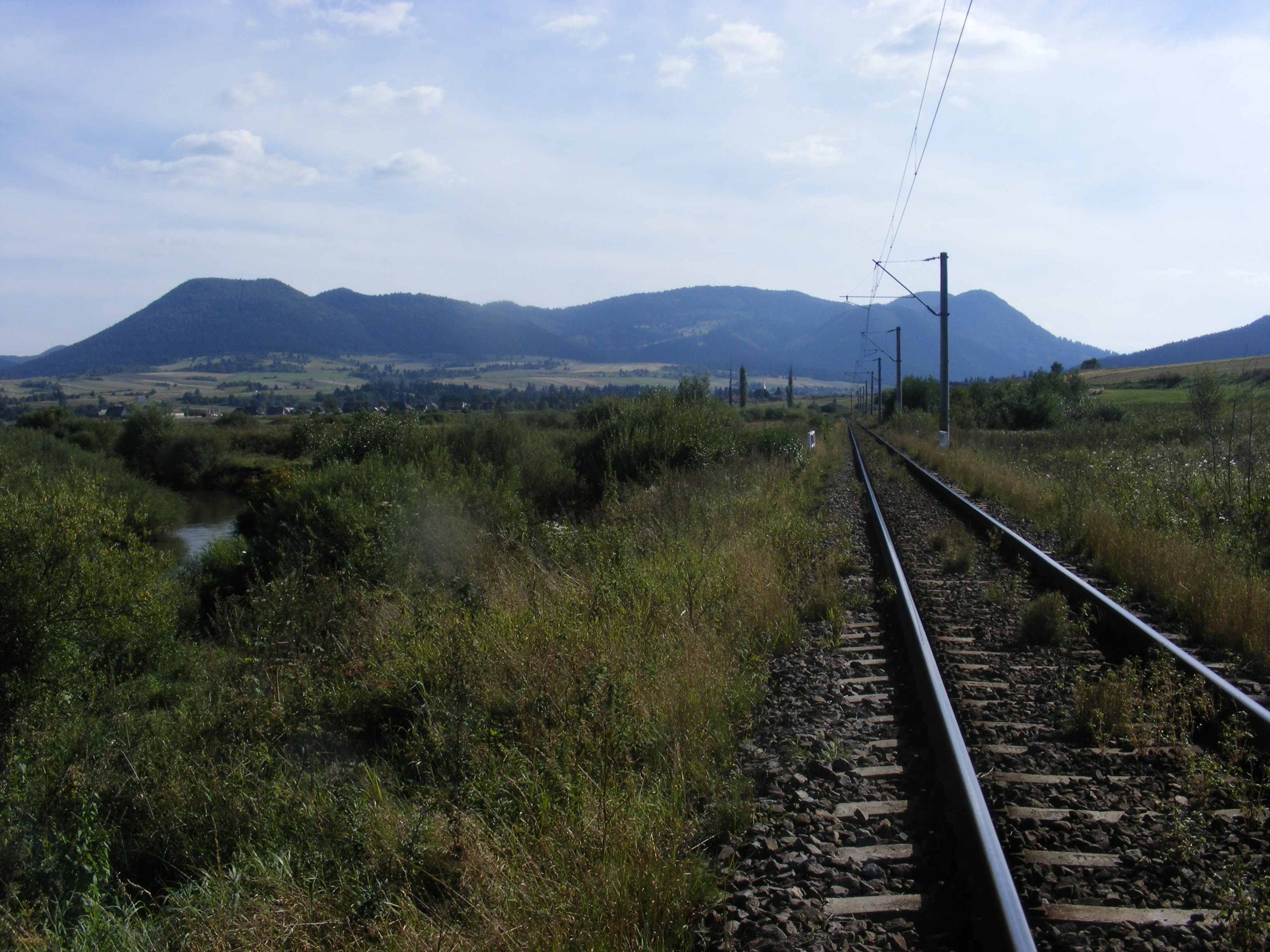
A Csomád-hegység látképe Tusnád felől